# Вила-даз-Авиш
Ви́ла-даз-А́виш (порт. Vila das Aves) — населённый пункт и район в Португалии, входит в округ Порту. Является составной частью муниципалитета Санту-Тирсу. Находится в составе крупной городской агломерации Большой Порту. По старому административному делению входил в провинцию Дору-Литорал. Входит в экономико-статистический субрегион Ави, который входит в Северный регион. Население составляет 8492 человека на 2001 год. Занимает площадь 6,07 км².
Покровителем района считается Архангел Михаил (порт. S.Miguel Arcanjo).
Известен футбольным клубом «Авеш».